# Belgisch-Nederlandse Artificiële Intelligentie Conferentie
De Belgisch-Nederlandse Artificiële Intelligentie Conferentie (BNAIC) is een jaarlijkse conferentie voor onderzoekers uit België en Nederland die zich bezighouden met kunstmatige intelligentie. De conferenties worden georganiseerd in opdracht van de Belgisch-Nederlandse Vereniging voor Kunstmatige Intelligentie.
De eerste BNAIC werd gehouden in 1988 en heette toen nog NAIC (Nederlandse Artificiële Intelligentie Conferentie). Vanaf 1999 werd de conferentie BNAIC genoemd.
De BNAIC is gehouden in:
- 1988 - Amsterdam
- 1989 - Enschede
- 1990 - Kerkrade
- 1991 - Amsterdam
- 1992 - Delft
- 1993 - Enschede
- 1994 - Amsterdam
- 1995 - Rotterdam
- 1996 - Utrecht
- 1997 - Antwerpen
- 1998 - Amsterdam
- 1999 - Maastricht
- 2000 - Kaatsheuvel
- 2001 - Amsterdam
- 2002 - Leuven
- 2003 - Nijmegen
- 2004 - Groningen
- 2005 - Brussel
- 2006 - Namen
- 2007 - Utrecht
- 2008 - Enschede
- 2009 - Eindhoven
- 2010 - Luxemburg
- 2011 - Gent
- 2012 - Maastricht
- 2013 - Delft
- 2014 - Nijmegen
- 2015 - Hasselt
- 2016 - Amsterdam
- 2017 - Groningen
- 2018 - 's-Hertogenbosch
- 2019 - Brussel